# Вязовое (Псковская область)
Вязовое — деревня в Великолукском районе Псковской области России. Входит в состав сельского поселения «Черпесская волость».
Расположена на севере района, на левом берегу реки Ловать, в 30 км к северу от райцентра Великие Луки и в 5 км к югу от волостного центра, деревни Черпесса.

## Население
Численность населения деревни по состоянию на 2000 год составила 15 жителей, на 2010 год — 10 жителей.